# NGC 1385
NGC 1385 este o emission-line galaxy⁠(d) situată în constelația Cuptorul. A fost descoperită în 17 noiembrie 1784 de către William Herschel. Se află la o distanță de 9,55 megaparseci de Pământ.